# Manuel López Pintado
Manuel López Pintado Almonacid (Tembleque, Toledo, 1677 -  Sevilla, 21 de octubre de 1745) fue un personaje destacado de la vida española y sevillana de finales del siglo XVII y primera mitad del XVIII. Su larga trayectoria como comerciante y como marino lo convirtió en uno de los nombres destacados de la Carrera de Indias, llegando a ser almirante. Con la fortuna acuñada en sus numerosos viajes realizó inversiones por toda Andalucía, especialmente en el Aljarafe y en Sevilla donde construyó uno de los palacios más destacables de la ciudad.

## Biografía
Manuel López Pintado nació en el año 1677, hijo de Juan López Almonacid Pintado y María Fernández de Carneros, en la villa toledana de Tembleque. Según algunas fuentes su nacimiento fue el 27 de febrero mientras que algunas sostienen que fue el 12 de marzo. Su padre pertenecía a una familia de la pequeña nobleza de hidalgos, que fue la base de su larga y prolífica escalada social. López Pintado, sexto de ocho hermanos, quedó huérfano con apenas 12 años, viéndose forzado a trasladarse a Sevilla como tantos otros temblequeños por el decaimiento de la villa manchega. Al llegar a la capital andaluza se hospedó, probablemente, en casa de algún familiar o algún conocido de su familia. El propietario de la vivienda donde Manuel López Pintado residió estos primeros años en Sevilla, don José del Pozo lo tomó bajo su protección y tutela

### La Carrera de Indias
Tras cursar los estudios primarios, el joven López Pintado ingresó en la Carrera de Indias. Se cree que pudo enrolarse como auxiliar o protegido de algún oficial o como paje, ya que era habitual en muchas misiones de la época llevar tres o cuatro pajes de quince o dieciséis años de edad. Esta primera experiencia en los galeones americanos permitió a López Pintado adquirir experiencia marinera y comercial, al viajar a bordo varios consignatarios que debían cuidar y luego transferir o vender las mercancías asignadas.
López Pintado se embarcó en un segundo viaje en 1699 en la flota del general Velasco. En esta flota, López Pintado ejerció como segundo consignatario de unas valiosas mercancías. Los conocimientos adquiridos en dos largas navegaciones por ultramar le permitieron postularse al puesto de maestre de plata en una tercera misión, cargo muy codiciado y de máxima responsabilidad que habitualmente ejercían comerciantes muy experimentados. Este viaje permitió al temblequeño conseguir una posición económica apreciable y disponer de una dote suficiente para contraer matrimonio con su esposa doña Inés Solano de León con quien desposó en el año 1709.

### Capitán de Mar y Guerra
Por su experiencia en ultramar y por sus amistades consulares, fue contratado para el transporte de azogues al virreinato de Nueva España  en el Nuevo Mundo. La Corona española expidió, entonces, una patente por la que se nombraba a López Pintado Capitán de Mar y Guerra, lo que le permitía acceder a la Marina de Guerra sin perder su condición de comerciante. Este viaje, por lo accidentado de su desarrollo y su éxito, consagró a López Pintado como uno de los hombres de negocios más influyentes de la época. Uno de los episodios más conocidos de esta travesía es el rescate del tesoro Armada de Barlovento, naufragada en aguas caribeñas, que López Pintado completó satisfactoriamente. En este viaje Manuel López Pintado también tuvo que contribuir en la defensa de su buque ante el ataque de un navío holandés.

### Reconocimiento y patrimonio
Al regresar a Sevilla y terminar con éxito su misión, López Pintado fue nombrado almirante. Por su colaboración con la monarquía borbónica en distintos episodios, adquirió el título de Familiar de Número del Santo Oficio, una distinción que requería limpieza de sangre y ejemplaridad de vida e implicaba, entre otras cuestiones, el derecho a llevar armas ofensivas y defensivas y a participar de la jurisdicción inquisitorial.
Tras conseguir acceder a la antesala de la nobleza sevillana, López Pintado decidió abandonar por una temporada sus incursiones en América para organizar sus propiedades y negocios sevillanos, multiplicando su actividad por toda Andalucía. La velocidad con la que prosperó López Pintado en esta época no tiene comparación con ninguna otra personalidad de la época consiguiendo, sucesivamente, la Real Carta de Hidalguía de Sangre (1715), la  Veinticuatría del Cabildo Sevillano  (1717) y el hábito de Caballero de la Orden de Santiago (1717). Estos cargos daban acceso a múltiples privilegios tales como no ser encarcelado por deudas, no poder ser torturado o, en caso de fallecimiento, que las campanas de la Giralda tañiesen de una forma especial.
Entre otros hechos destacados, el Almirante llegó a ser nombrado en 1721 alcalde de la  villa de Bollullos de la Mitación, localidad a la que dio un gran impulso económico y cultural. El Almirante vio necesario dejar patente su rango y su alto nivel de vida a través de la construcción de una casa palacio que destacara en el paisaje urbano sevillano: el actual Palacio de Villapanés, que erigió en 1728 entre dos casas palacio referentes en Sevilla, las actuales Casa de Pilatos y Casa de las Dueñas.

### Vuelta al servicio de la Corona
Tras unos años en la capital andaluza, López Pintado dejó su cómoda existencia como hacendado y miembro de la nobleza urbana de Sevilla para volver a la actividad marítima al servicio de la Corona. Los cuatro viajes que realizó hasta su muerte le permitieron alcanzar la cima de su fama y su poderío económico y social. En septiembre de 1737, la Corona le otorgó el marquesado de Torre Blanca de Aljarafe con carácter vitalicio y hereditario, así como el vizcondado de Cabrejas. En sus últimos día padeció algunas desgracias personales como el fallecimiento de su esposa y su primogénito o su incipiente ceguera. Falleció en Sevilla el 21 de octubre de 1745.

## Títulos y distinciones
- Teniente general de la Real Armada Española.
- Marqués de Torre Blanca de Aljarafe.
- Vizconde de Cabrejas.
- Caballero de hábito de la Militar Orden de Santiago.
- Veinticuatro perpetuo de la ciudad de Sevilla.
- Familiar de la Santa Inquisición.